# Bregano
Bregano är en ort och frazione i kommunen Bardello con Malgesso e Bregano i provinsen Varese i regionen Lombardiet i Italien. 
Bregano var en kommun fram till 31 december 2022 när den uppgick i den nya kommen Bardello con Malgesso e Bregano tillsammans med kommunerna  Bardello och Malgesso. Kommunen Bregano hade 815 invånare (2022) på en yta av 2,29 km².